# FIFA-Konföderationen-Pokal 2017/Deutschland
Dieser Artikel behandelt die deutsche Fußballnationalmannschaft beim FIFA-Konföderationen-Pokal 2017. Deutschland nahm nach 1999 und 2005 zum dritten Mal am Konföderationenpokal teil, qualifizierte sich durch den Gewinn des WM-Titels 2014 als zweite Mannschaft nach Gastgeber Russland und gewann erstmals den Titel. 1999 war Deutschland als Europameister von 1996 und 2005 als Gastgeber bzw. Ausrichter der WM 2006 qualifiziert.

## Kader
Am 17. Mai nominierte Bundestrainer Joachim Löw 23 Spieler. Eine Rolle spielte dabei, dass kurz vor dem Turnier die U-20-Weltmeisterschaft und nahezu zeitgleich die U-21-Europameisterschaft stattfanden, für die ebenfalls DFB-Teams qualifiziert waren, die das Achtelfinale erreichten bzw. den Titel gewannen. Zudem wäre es für einige Nationalspieler das dritte Sommerturnier innerhalb von drei Jahren. Daher nominierte Löw aus dem Kader der WM 2014 nur drei Spieler (Julian Draxler, Matthias Ginter und Shkodran Mustafi). Sieben Spieler (Emre Can, Draxler, Jonas Hector, Joshua Kimmich, Bernd Leno, Mustafi und Marc-André ter Stegen) standen auch im Kader für die EM 2016. Mit Kerem Demirbay, Diego Demme, Marvin Plattenhardt, Lars Stindl, Sandro Wagner und Amin Younes wurden sechs Spieler erstmals für die A-Nationalmannschaft nominiert und in den beiden Spielen vor dem Turnier erstmals eingesetzt. Die TSG 1899 Hoffenheim stellte mit vier Spielern die meisten Akteure. Sieben Spieler standen bei ausländischen Vereinen unter Vertrag: zwei in England, zwei in Frankreich und je einer in Italien, den Niederlanden und Spanien. Bei der letzten EM waren es neun (Rekord), bei der WM ebenfalls sieben Spieler. Von den Spielern, die bereits für die A-Nationalmannschaft gespielt haben, gehörten Maximilian Arnold, Yannick Gerhardt, Serge Gnabry, Max Meyer und Jonathan Tah zum Kader für die U-21-EM. Am 23. Mai musste der zunächst nominierte Leroy Sané aus dem Kader gestrichen werden, da er sich einem operativen Eingriff an der Nase unterziehen sollte. Am 7. Juni legte sich Löw auf Draxler als Kapitän fest und verzichtete auf Nachnominierungen für den ausgefallenen Sané und den am 13. Juni wegen Rückenproblemen ausgefallenen Diego Demme, so dass Deutschland als einzige Mannschaft nur mit 21 Spielern anreiste. Deutschland stellte mit einem Durchschnittsalter von 24 Jahren und vier Monaten den jüngsten Kader des Turniers.
| Position                                                                  | Nr. | Name                  | Verein                   | Geburts- datum | Ein- sätze | Tore | Debüt         | Letzter Einsatz | Spiele | Tore | Gelbe Karten | Gelb-Rote Karten | Rote Karten |
| ------------------------------------------------------------------------- | --- | --------------------- | ------------------------ | -------------- | ---------- | ---- | ------------- | --------------- | ------ | ---- | ------------ | ---------------- | ----------- |
| Tor                                                                       | 12  | Bernd Leno            | Bayer 04 Leverkusen      | 4. März 1992   | 04         | 0    | 29. Mai 2016  | 26. März 2017   | 1      |      |              |                  |             |
| Tor                                                                       | 22  | Marc-André ter Stegen | FC Barcelona             | 30. Apr. 1992  | 010        | 0    | 26. Mai 2012  | 10. Juni 2017   | 4      |      |              |                  |             |
| Tor                                                                       | 01  | Kevin Trapp           | Paris Saint-Germain      | 8. Juli 1990   | 01         | 0    | 6. Juni 2017  | 6. Juni 2017    |        |      |              |                  |             |
| Abwehr                                                                    | 04  | Matthias Ginter       | Borussia Dortmund        | 19. Jan. 1994  | 10         | 0    | 5. März 2014  | 6. Juni 2017    | 4      |      |              |                  |             |
| Abwehr                                                                    | 03  | Jonas Hector          | 1. FC Köln               | 27. Mai 1990   | 29         | 03   | 14. Nov. 2014 | 10. Juni 2017   | 4      |      |              |                  |             |
| Abwehr                                                                    | 06  | Benjamin Henrichs     | Bayer 04 Leverkusen      | 23. Feb. 1997  | 01         | 0    | 11. Nov. 2016 | 11. Nov. 2016   | 2      |      |              |                  |             |
| Abwehr                                                                    | 18  | Joshua Kimmich        | FC Bayern München        | 8. Feb. 1995   | 15         | 02   | 29. Mai 2016  | 10. Juni 2017   | 5      |      | 1            |                  |             |
| Abwehr                                                                    | 02  | Shkodran Mustafi      | FC Arsenal               | 17. Apr. 1992  | 16         | 02   | 13. Mai 2014  | 10. Juni 2017   | 3      |      |              |                  |             |
| Abwehr                                                                    | 05  | Marvin Plattenhardt   | Hertha BSC               | 26. Jan. 1992  | 02         | 0    | 6. Juni 2017  | 10. Juni 2017   | 1      |      | 1            |                  |             |
| Abwehr                                                                    | 16  | Antonio Rüdiger       | AS Rom                   | 3. März 1993   | 13         | 0    | 13. Mai 2014  | 6. Juni 2017    | 4      |      | 1            |                  |             |
| Abwehr                                                                    | 17  | Niklas Süle           | TSG 1899 Hoffenheim      | 3. Sep. 1995   | 02         | 0    | 31. Aug. 2016 | 6. Juni 2017    | 4      |      |              |                  |             |
| Mittelfeld/ Sturm                                                         | 20  | Julian Brandt         | Bayer 04 Leverkusen      | 2. Mai 1996    | 07         | 01   | 29. Mai 2016  | 10. Juni 2017   | 3      |      |              |                  |             |
| Mittelfeld/ Sturm                                                         | 14  | Emre Can              | FC Liverpool             | 12. Jan. 1994  | 010        | 0    | 4. Sep. 2015  | 10. Juni 2017   | 5      |      | 2            |                  |             |
| Mittelfeld/ Sturm                                                         | 10  | Kerem Demirbay        | TSG 1899 Hoffenheim      | 3. Juli 1993   | 01         | 0    | 6. Juni 2017  | 6. Juni 2017    | 1      | 1    |              |                  |             |
| Mittelfeld/ Sturm                                                         | 07  | Julian Draxler        | Paris Saint-Germain      | 20. Sep. 1993  | 30         | 04   | 26. Mai 2012  | 10. Juni 2017   | 5      | 1    |              |                  |             |
| Mittelfeld/ Sturm                                                         | 08  | Leon Goretzka         | FC Schalke 04            | 6. Feb. 1995   | 05         | 0    | 13. Mai 2014  | 10. Juni 2017   | 4      | 3    | 1            |                  |             |
| Mittelfeld/ Sturm                                                         | 21  | Sebastian Rudy        | TSG 1899 Hoffenheim      | 28. Feb. 1990  | 15         | 0    | 13. Mai 2014  | 6. Juni 2017    | 5      |      | 1            |                  |             |
| Mittelfeld/ Sturm                                                         | 13  | Lars Stindl           | Borussia Mönchengladbach | 26. Aug. 1988  | 02         | 0    | 6. Juni 2017  | 10. Juni 2017   | 4      | 3    | 1            |                  |             |
| Mittelfeld/ Sturm                                                         | 09  | Sandro Wagner         | TSG 1899 Hoffenheim      | 29. Nov. 1987  | 02         | 03   | 6. Juni 2017  | 10. Juni 2017   | 1      |      |              |                  |             |
| Mittelfeld/ Sturm                                                         | 11  | Timo Werner           | RB Leipzig               | 6. März 1996   | 02         | 0    | 22. März 2017 | 10. Juni 2017   | 4      | 3    |              |                  |             |
| Mittelfeld/ Sturm                                                         | 15  | Amin Younes           | Ajax Amsterdam           | 6. Aug. 1993   | 02         | 01   | 6. Juni 2017  | 10. Juni 2017   | 2      | 1    |              |                  |             |
| Stand der Einsätze und Tore: 10. Juni 2017, letztes Spiel vor dem Turnier |     |                       |                          |                |            |      |               |                 |        |      |              |                  |             |

## Vorbereitung
In der Vorbereitung auf das Turnier gab es kein Trainingslager, die deutsche Mannschaft traf aber am 6. Juni in Brøndby auf Dänemark und erreichte mit sechs Debütanten gegen eine in Bestbesetzung angetretene dänische Mannschaft ein 1:1. Zudem spielte sie am 10. Juni in Nürnberg im Rahmen der Qualifikation für die WM 2018 gegen San Marino und gewann mit 7:0. Am 15. Juni reiste die Mannschaft nach Sotschi.

## Gruppenphase
Deutschland traf in Gruppe B auf Südamerikameister Chile, Asienmeister Australien und Afrikameister Kamerun, der sich nach der Gruppenauslosung als letzte Mannschaft für das Turnier qualifizierte. Gegen Australien gab es zuvor fünf Spiele, wovon drei Pflichtspiele gewonnen wurden. Je ein Freundschaftsspiel endete remis und wurde verloren. Auch gegen Chile gab es drei Pflichtspielsiege sowie je zwei Siege und Niederlagen in Freundschaftsspielen, letztere 1961 und 1968 jeweils in Chile. Gegen Kamerun gab es erst ein Wettbewerbsspiel, das in der WM-Vorrunde 2002 gewonnen wurde, wobei die Kameruner vom Deutschen Winfried Schäfer trainiert wurden. Zudem gab es je einen Sieg und ein Remis in Freundschaftsspielen.
Zum Auftakt des Konföderationen Pokals 2017 gelang der DFB-Elf in Sotschi ein 3:2-Erfolg gegen den Asienmeister Australien. Lars Stindl erzielte bereits nach 5 Minuten nach Vorlage von Julian Brandt mit seinem ersten Länderspieltor die Führung. Weitere Chancen wurden vergeben. In der 41. Minute gelang Tom Rogić der überraschende Ausgleich für Australien. Kurz vor der Halbzeit erzielte Kapitän Julian Draxler per Elfmeter die erneute Führung. Nur drei Minuten nach dem Seitenwechsel erhöhte Leon Goretzka mit seinem ersten Tor für die A-Nationalmannschaft auf 3:1. Tomi Juric konnte nach einem Fehler von Bernd Leno noch auf 2:3 verkürzen, was gleichzeitig den Endstand bedeutete.
Am zweiten Spieltag stand die Begegnung gegen die vermeintlich stärkste Mannschaft der Gruppe, den Gewinner der Copa América 2015 Chile, an. In Kasan gingen die Südamerikaner bereits nach sechs Minuten durch Alexis Sánchez in Führung. Chile war in der Anfangsphase überlegen und hatte Chancen, um auf 2:0 zu erhöhen. Mit der Zeit fand die DFB-Elf jedoch immer besser in die Partie und erzielte in der 41. Spielminute den Ausgleich, Lars Stindl traf auf Vorlage von Jonas Hector. In der zweiten Halbzeit konnten beide Mannschaften kaum noch Torgefahr entwickeln, sodass es beim 1:1 blieb.

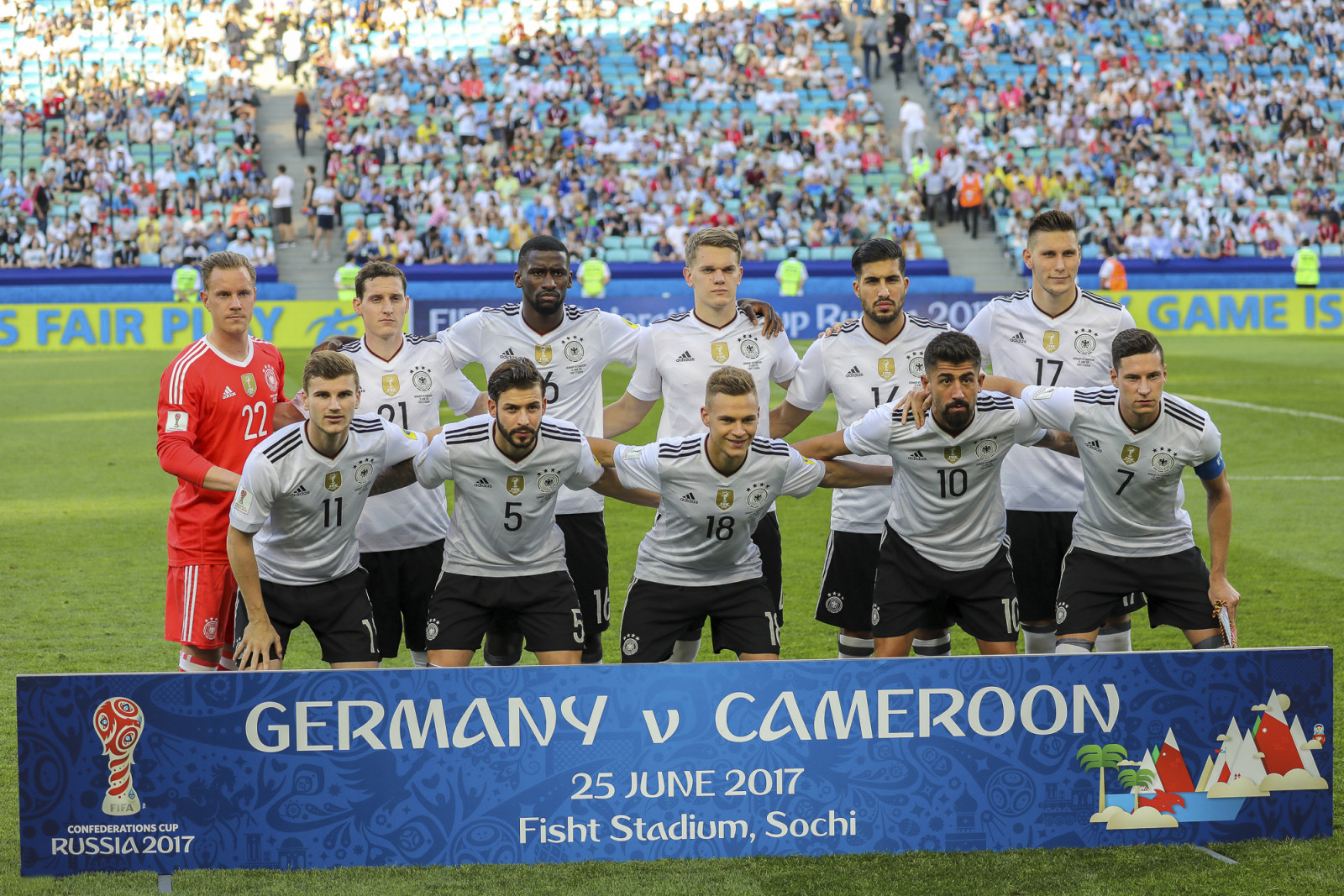
Die deutsche Mannschaft vor dem dritten Gruppenspiel gegen Kamerun

Die Ausgangslage vor dem letzten Gruppenspiel in Sotschi gegen den Afrikameister Kamerun war komfortabel. Da es im Spiel zwischen diesem und Australien keinen Sieger gegeben hatte, hätte Deutschland zum Halbfinaleinzug sogar eine knappe Niederlage gereicht. Bundestrainer Joachim Löw veränderte erneut die Mannschaftsaufstellung. In der ersten Halbzeit kam Deutschland beinahe gar nicht zu Torchancen, doch direkt zu Beginn der zweiten Hälfte traf Kerem Demirbay mit seinem ersten Länderspieltor zum 1:0 (48. Minute). Schiedsrichter Wilmar Roldán sorgte für eine kuriose Szene, als er nach einem Tritt eines Kameruners zunächst versehentlich dem falschen Spieler die rote Karte zeigte. Nach einem Hinweis der Videoassistenten nahm er diese zurück und verwies den richtigen Spieler des Feldes. Fast unmittelbar danach erzielte Timo Werner per Kopfball nach einer Flanke von Kimmich das 2:0, auch für ihn war es das erste Länderspieltor (67. Minute). Vincent Aboubakar verkürzte in der 78. Minute zwar auf 1:2, jedoch sorgte erneut Werner mit dem 3:1 für die Entscheidung. Dieses letzte Gruppenspiel war das 150. Länderspiel und gleichzeitig der 100. Sieg unter Joachim Löw als Bundestrainer.
Nach drei Spielen in sieben Tagen stand Deutschland mit sieben Punkten und 7:4 Toren als Sieger der Gruppe B fest, da Chile am letzten Spieltag nicht über ein 1:1 gegen Australien hinauskam.
| Pl. | Land        | Sp. | S | U | N | Tore    | Diff. | Punkte |
| --- | ----------- | --- | - | - | - | ------- | ----- | ------ |
| 1.  | Deutschland | 3   | 2 | 1 | 0 | 007:400 | +3    | 07     |
| 2.  | Chile       | 3   | 1 | 2 | 0 | 004:200 | +2    | 05     |
| 3.  | Australien  | 3   | 0 | 2 | 1 | 004:500 | −1    | 02     |
| 4.  | Kamerun     | 3   | 0 | 1 | 2 | 002:600 | −4    | 01     |

| Mo., 19. Juni 2017, 18:00 Uhr (17:00 Uhr MESZ) in Sotschi |   |             |           |
| Australien                                                | – | Deutschland | 2:3 (1:2) |
| Do., 22. Juni 2017, 21:00 Uhr (20:00 Uhr MESZ) in Kasan   |   |             |           |
| Deutschland                                               | – | Chile       | 1:1 (1:1) |
| So., 25. Juni 2017, 18:00 Uhr (17:00 Uhr MESZ) in Sotschi |   |             |           |
| Deutschland                                               | – | Kamerun     | 3:1 (0:0) |

## Finalrunde

### Halbfinale
| Do., 29. Juni 2017, 21:00 Uhr (20:00 Uhr MESZ) in Sotschi |   |        |           |
| Deutschland                                               | – | Mexiko | 4:1 (2:0) |

Gegner im Halbfinale war Mexiko, gegen das es zuvor zehn Spiele gab, wovon vier gewonnen wurden, fünf remis endeten – davon eins im Elfmeterschießen gewonnen wurde – und eins verloren wurde. Zuletzt trafen beide im Spiel um Platz 3 des Confed-Cups 2005 aufeinander, das Deutschland mit 4:3 nach Verlängerung gewonnen hatte.
Deutschland startete furios in die Halbfinalbegegnung. Leon Goretzka brachte Deutschland mit einem Doppelpack früh mit 2:0 in Führung. In der 6. Minute gelang ihm auf Vorlage des jungen Außenverteidigers Benjamin Henrichs die Führung. Nur 109 Sekunden später erhöhte er nach Vorbereitung durch Timo Werner auf 2:0 (8. Minute). Dieser Treffer markierte zudem die frühste 2:0-Führung einer deutschen Mannschaft jemals bei einem Turnier (EM, WM, Konföderationen-Pokal). Jedoch konnte die Mannschaft diese gute Leistung nicht beibehalten. Mexiko wurde das Spiel-bestimmende Team und kam zu zahlreichen Chancen, die jedoch alle vergeben oder von ter Stegen pariert wurden. Nach dem Seitenwechsel steigerte sich die DFB-Elf wieder und Timo Werner erzielte in der 59. Minute das 3:0, womit Deutschland erstmals in seiner Länderspielgeschichte eine Gesamttordifferenz von +1000 erreichte. Danach wurde das Ergebnis weitestgehend verwaltet. In der Schlussphase gelang Marco Fabián nach einem schnell ausgeführten Freistoß ein Tor per Fernschuss (89. Minute), das anschließend zum Tor des Turniers gewählt wurde. Dieses 3:1 stellte jedoch nicht den Endstand dar, da der eingewechselte Amin Younes in der ersten Minute der Nachspielzeit mit seinem ersten Turniertor noch auf 4:1 erhöhte. Mit ihren Toren übernahmen Werner und Goretzka mit nun insgesamt jeweils drei Treffern die Führung in der Torschützenliste.

### Finale
| So., 2. Juli 2017 um 21:00 Uhr (20:00 Uhr MESZ) in Sankt Petersburg |   |             |           |
| Chile                                                               | – | Deutschland | 0:1 (0:1) |

Startaufstellungen im Finale

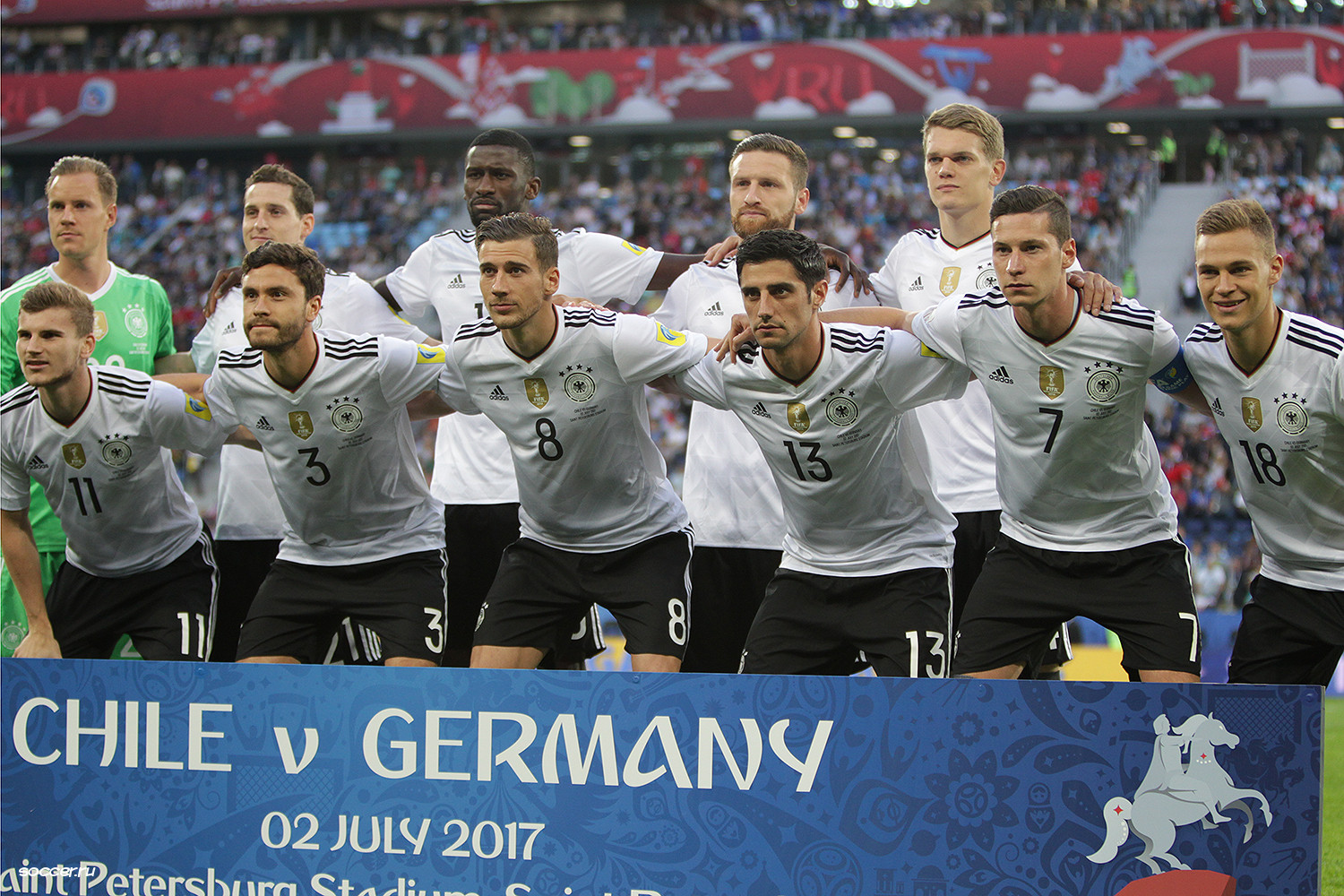
Die deutsche Mannschaft vor dem Finale

Im Endspiel hieß der Gegner erneut Chile, da die Südamerikaner ihr Halbfinale gegen Portugal im Elfmeterschießen gewinnen konnten. Bundestrainer Löw veränderte seine Mannschaft gegenüber dem Halbfinale nur auf einer Position, Shkodran Mustafi rückte für Henrichs in die Startelf. Chile wählte dieselbe Aufstellung, wie in der ersten Begegnung in der Gruppenphase. Nur Torhüter Claudio Bravo rückte zwischenzeitlich ins Team. Auch der Spielverlauf erinnerte an das Spiel zehn Tage zuvor. Chile war die dominierende Mannschaft und kam zu mehreren guten Möglichkeiten. Die deutsche Mannschaft fand nicht in die Begegnung und konzentrierte sich nur auf die Verhinderung eines Gegentreffers. In der 20. Minute stand es jedoch überraschend 1:0 für Deutschland. Bei der ersten offensiven Aktion der Deutschen eroberte Timo Werner, nach einem Fehler von Marcelo Díaz, den Ball und legte auf Lars Stindl ab, der den Ball nur noch ins leere Tor schießen musste. Spiel bestimmend blieben aber auch nach dem Treffer die Chilenen, wobei die deutsche Elf sich zunehmend besser auf den Gegner eingestellt hatte. Auch in der Offensive wurde das DFB-Team mutiger und erarbeitete sich weitere Tormöglichkeiten, welche jedoch von Draxler und Goretzka vergeben wurden. In der zweiten Halbzeit begegneten sich beide Mannschaften auf Augenhöhe. Die Begegnung wurde dabei zunehmend von harten Zweikämpfen und ausartenden Diskussionen bestimmt. Strittig war vor allem ein Ellenbogenschlag von Gonzalo Jara gegen Werner, welchen der Schiedsrichter nach Einsatz des Videobeweises mit gelb statt rot ahndete. Echte Torgefahr war in der zweiten Hälfte auf beiden Seiten nicht vorhanden. Erst in den Schlussminuten kam Chile nochmals gefährlich vor das deutsche Tor. Eine Flanke von Sánchez schätzte Torwart ter Stegen falsch ein, dadurch konnte Edson Puch ihm den Ball vor den Händen weg spitzeln und den Ball auf Ángelo Sagal ablegen, der jedoch aus wenigen Metern über das leere Tor schoss. In der fünften Minute der Nachspielzeit parierte schließlich ter Stegen einen gefährlichen Freistoß von Sánchez. Dies war die letzte Aktion des Spiels.
Deutschland gewann mit diesem 1:0 erstmals den FIFA-Konföderationen Pokal. Nach dem Spiel wurde Timo Werner als bester Torschütze mit dem Goldenen Ball ausgezeichnet. Ihm gelangen drei Treffer und zwei Vorlagen. Seine Teamkollegen Lars Stindl und Leon Goretzka kamen zwar auch auf drei Treffer, sie konnten jedoch keine Torvorlagen aufweisen. Als bester Spieler des Turniers wurde Kapitän Julian Draxler geehrt. Zudem erhielt die Mannschaft den Fair-Play-Award.